# Elecciones generales de Cuba de 1958
Las elecciones presidenciales de Cuba de 1958 se celebraron el 3 de noviembre de ese año. Andrés Rivero Agüero, ex primer ministro y exministro de Educación del gobierno de Fulgencio Batista y senador, resultó elegido presidente para el período del 24 de febrero de 1959 al 24 de febrero de 1963. Estos comicios se caracterizaron por ser los últimos antes del triunfo de la Revolución cubana, que tuvo lugar casi dos meses después. En consecuencia, Rivero Agüero nunca pudo asumir la presidencia del país.

## Antecedentes
El 25 de enero de 1958, el presidente Fulgencio Batista restableció las garantías constitucionales en toda la isla. Bajo la creciente presión de Estados Unidos se comprometió a convocar a elecciones libres, prometiendo entregar el gobierno a quien resultara electo. El entonces embajador de Estados Unidos en Cuba, Earl E. T. Smith, informó que el líder del Movimiento 26 de Julio Fidel Castro indicó, al menos extraoficialmente, su voluntad de aceptar elecciones generales siempre que Batista retirara sus tropas de Oriente. Finalmente no se llegó a ningún acuerdo. En realidad Batista manipuló las elecciones del 3 de noviembre de 1958 para que ganara su candidato Andrés Rivero, con la intención de asumir él la jefatura de las fuerzas armadas de Cuba en el nuevo gobierno.

## Candidatos
Se presentaron cuatro candidatos: Andrés Rivero Agüero, de la alianza oficialista Coalición Progresista Nacional (compuesta por el Partido de Acción Progresista, el Partido Liberal de Cuba, el Partido Demócrata y el Partido Unión Radical), el expresidente Ramón Grau a través del Partido Auténtico, Carlos Márquez Sterling, del Partido del Pueblo Libre y Alberto Salas Amaro, del Partido Unión Cubana.
El Partido Ortodoxo declaró que se no se presentaría "hasta que existiesen condiciones mínimas para el ejercicio de la verdadera democracia." Esta posición fue compartida por otros partidos y fuerzas opositoras. El ejército rebelde pidió públicamente un boicot electoral y publicaron su Manifiesto de Guerra Total el 12 de marzo de 1958, amenazando con matar a cualquiera que votara. Las elecciones se llevaron a cabo en toda la isla, pero con poca asistencia a las urnas en Oriente y Las Villas, lo que aprovechó Batista para orquestar un fraude electoral, lo que fue reconocido en 2009 por el mayor general Francisco Tabernilla Palmero, secretario militar de Batista, que señaló en un libro suyo que de no haber existido ese fraude el presidente electo hubiera sido Carlos Márquez Sterling.

## Resultados

### Elección presidencial
Los resultados anunciados el 20 de noviembre dieron una contundente victoria al candidato del oficialismo.
| Candidato | Candidato               | Partido                        | Votos   | Porcentaje |
| --------- | ----------------------- | ------------------------------ | ------- | ---------- |
|           | Andrés Rivero Agüero    | Coalición Progresista Nacional | 428 166 | 70,40      |
|           | Carlos Márquez Sterling | Partido del Pueblo Libre       | 95 447  | 15,69      |
|           | Ramón Grau              | Partido Auténtico              | 75 789  | 12,46      |
|           | Alberto Salas Amaro     | Partido Unión Cubana           | 8752    | 1,44       |
| Total     | Total                   | Total                          | 608 154 | 100,00     |

### Elección de la Cámara de Representantes y el Senado
Fueron elegidos 72 senadores y 166 miembros de la Cámara de Representantes: 85 por un período de cuatro años, mientras que los 81 restantes por un período de 2 años, que habrían sido renovados en 1961.
| Partido                      | Partido                       | Escaños |
| ---------------------------- | ----------------------------- | ------- |
|                              | Partido de Acción Progresista | 65      |
|                              | Partido Liberal               | 25      |
|                              | Partido Demócrata             | 22      |
|                              | Partido Unión Radical         | 21      |
|                              | Partido Auténtico             | 17      |
|                              | Partido del Pueblo Libre      | 14      |
|                              | Partido Unión Cubana          | 2       |
| Total                        | Total                         | 166     |
| Fuente: Diario de la Marina. |                               |         |

## Consecuencias
Andrés Rivero Agüero debía prestar juramento el 24 de febrero de 1959. En una conversación que mantuvo con el embajador estadounidense Earl E. T. Smith el 15 de noviembre de 1958, llamó a Fidel Castro "enfermo" y afirmó que sería imposible llegar a un acuerdo con él. Rivero Agüero también dijo que planeaba restaurar el gobierno constitucional y que convocaría una Asamblea constituyente después de asumir el cargo.